# Tolagsskrivare
Tolagsskrivare är en tulltjänsteman  och titeln användes bland annat under 1600-talet (se exempelvis Johan Casparsson Poppelman).
Tolag var en tilläggsavgift som uppbars av en stapelstad vid förtullningen av utländska varor vilka infördes till eller utfördes från staden.